# Runrig

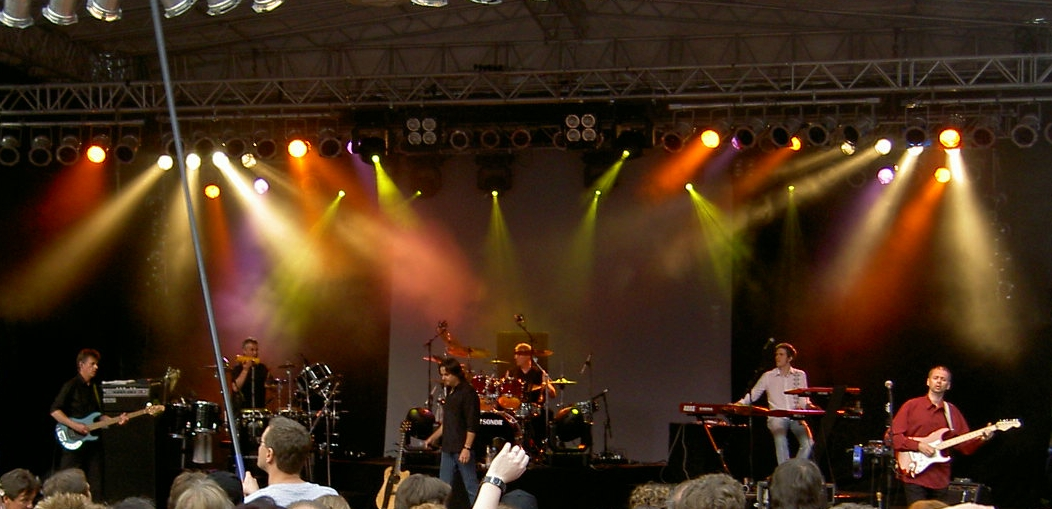
Een concert van Runrig in Wattenscheid, Duitsland op 19 juli 2004.

Runrig is een Schotse folkrock band, die in 1973 door de broers Rory en Calum MacDonald en Blair Douglas werd opgericht op het eiland Skye. De muziek wordt wel omschreven als "highland rock", en de muziek lijkt de ruige, winderige sfeer van de hooglanden na te bootsen. De liedjes worden in zowel het Engels als het Schots-Gaelisch gezongen. Huidige leden van de band zijn Rory en Calum MacDonald, Malcolm Jones, Iain Bayne, Bruce Guthro en Brian Hurren.
Runrig was een van de eerste bands die moderne muziek in het Gaelisch zong, en was een inspiratie voor de bands die volgden.

## Leden van de band
Door de jaren heen zijn er veel personeelswisselingen geweest. Een opsomming:
- Rory MacDonald (schrijver, zanger, bas) (1973)
- Calum MacDonald (schrijver, percussie) (1973)
- Donnie Munro (zang) (1974-1997)
- Blair Douglas (gitaar) (1973-1974) (1978-1979)
- Robert MacDonald (gitaar, accordeon) (1974-1978)
- Malcolm Jones (gitaar, houtinstrumenten, accordeon) (1978)
- Iain Bayne (ex-New Celese) (drums) (1981)
- Richard Chearns (keyboards) (1981-1986)
- Pete Wishart (ex-Big Country) (keyboards) (1986-2001)
- Bruce Guthro (zang, gitaar) (1997)
- Brian Hurren (keyboards) (2001)

De line-up uit 1986, met Rory en Calum MacDonald, Munro, Jones, Bayne en Wishart werd de "klassieke" band, en deze veranderde niet tot 1997, toen zanger Munro de band verruilde voor een carrière in de politiek. Later werd hij een succesvol solo-artiest.
Toen Munro besloot de band te verlaten besloten de leden de band niet op te heffen, maar zochten naar een nieuwe zanger. Dit werd uiteindelijk de Canadese zanger Bruce Guthro. Deze beslissing zorgde voor verdeelde meningen onder de fans - Sommigen zeggen dat het verlies van Donnie's bijzondere stem en het feit dat hij in zowel Gaelisch en Engels kon zingen niet gecompenseerd kan worden door Bruce, wiens stem veel lichter is, en die bovendien geen Gaelisch spreekt. Anderen geven aan dat juist het feit dat zijn stem zo verschilt van die van Munro ervoor zorgde dat de band zich op een andere muzikale manier kon ontwikkelen.

## Albums
Runrig's eerste album werd in 1978 uitgebracht met de naam Play Gaelic. Het was een vernieuwend album aangezien alle liedjes in het Gaelisch werden gezongen. De muziek is licht, warm en akoestisch. Het werd in 1990 opnieuw uitgegeven.
Het tweede album, The Highland Connection, werd een jaar later op het label van de band uitgebracht. Het is een ietwat traditioneel album, en heeft naast mooie ballades ook gierende gitaren. Het lied dat vrijwel synoniem werd met de band, Loch Lomond staat op dit album. Een latere versie werd de vaste afsluiting van concerten.
In 1981 volgde Recovery, een artistiek hoogstandje. Het is een thematisch album dat gaat over de politiek rondom de Gaelisch-sprekende gemeenschap in Schotland. Het album was een goede stap op weg naar het "eigen geluid" van Runrig. In 1982 werd "Loch Lomond" opnieuw opgenomen, en dit keer op single uitgebracht.
Dit bracht hen onder de aandacht van mensen buiten de Schotse hooglanden en eilanden. Ze tekenden een contract met een klein platenlabel, "Simple Records", die twee singles uitbrachten voor hen. De eerste was Dance Called America. Tijdens het mixen van dit nummer raakte de mastertape beschadigd, waardoor het leek alsof de plaat vals klonk. De tweede single was Skye, en deze single was gearrangeerd op een manier die de band helemaal niet aanstond. Kortom, dit was geen succes. De band verbrak de banden met Simple, en gingen terug naar hun eigen Ridge label.
Het album Heartland in 1985 was een sterke plaat die hen in de mainstream bracht. Het is een album dat het Gaelische geluid van de band en het geluid van de rock van dat moment naadloos aan elkaar verbindt, maar het is hierdoor niet tijdloos - het feit dat het in de 80'er jaren is geproduceerd is goed te merken. Dit kan ook worden gezegd over het volgende album, Cutter and the Clan (1987), dat het eerste album werd dat op een groot label werd uitgegeven (Chrysalis Records).
De band werd populair in Engeland, en in de periode 1987-1997 toerde de band uitgebreid, en hadden ze verschillende albums en singles in de hitparades in het Verenigd Koninkrijk. Dit begon met de single An Ubhal As Airde, die nadat het in een Carlsberg-reclame werd gebruikt, een 18e positie haalde in de hitparade. Het was het eerste lied in het Schots-Gaelisch dat ooit in de Britse top 20 had gestaan. Ook werden er een aantal grote concerten gegeven in Europa, waarbij de band onder andere opende voor acts als de Rolling Stones en Rod Stewart. Met name in Duitsland wist de band een schare fans te vergaren.
De populariteit is na de piek in de 90'er jaren wat afgenomen, maar de band is nog steeds actief en toert regelmatig. Albums worden uitgebracht op hun eigen Ridge label. In Search of Angels, een album uit 1999, werd met weinig enthousiasme ontvangen, iets wat opvolger The Stamping Ground (2001) wat goedmaakte. De opvolger hiervan, Proterra (2003), was echter weer reden voor verdeelde meningen.

## Discografie
- Play Gaelic (1978)
- Highland Connection (1979)
- Recovery (1981)
- Heartland (1985)
- The Cutter and the Clan (1987)
- Once in a Lifetime (1988)
- Searchlight (1989)
- The Big Wheel (1991)
- Alba - The Best of Runrig (1992)
- Amazing Things (1993)
- Transmitting Live (1994)
- Mara (1995)
- Long Distance - Best of (1996)
- The Gaelic Collection (1998)
- In Search of Angels (1999)
- Live at Celtic Connections (2000)
- The Stamping Ground (2001)
- Proterra (2003)
- Day of Days - Live - the 30th anniversary concert at Stirling Castle (2004) (ook op DVD)
- Runrig - 30 Year Journey. The Best (2005)
- Everything You See (2007)
- The Story (2016)